# 中院通胤
中院 通胤（なかのいん みちたね、明応8年（1499年） - 享禄3年（1530年）8月5日）は、室町時代中期の公卿。初名は中院通泰。

## 官歴
- 永正8年（1511年）：侍従
- 永正9年（1512年）：従五位上、左少将
- 永正10年（1513年）：正五位下
- 永正11年（1514年）：従四位下
- 永正13年（1516年）：右中将
- 永正14年（1517年）：従四位上
- 大永2年（1522年）：正四位下
- 大永5年（1525年）：従三位
- 大永7年（1527年）：権中納言

## 系譜
- 父：中院通世
- 子：中院通為